# Tri tably
Tri tably (825 m) – przełęcz we wschodniej części głównego grzbietu Wyhorlatu, między szczytami Motrogon i Sninský kameň.
Na przełęczy zbiegają się szlaki:
  – niebieski: Snina – Sninské Rybníky – Sninský kameň – przełęcz Tri tably – jeziorko Morské oko – Remetské Hámre
  – czerwony: wieś Remetské Hámre – Motrogon – przełęcz Tri tably – Sninský kameň – Nežabec – Fedkov – przełęcz Strihovské sedlo – Jaseňovský vrch – Diel – Veľka Vavrová – Sokolovec – wieś Podhoroď